# Ракін Павло Михайлович
Павло Михайлович Ракін  — український радянський партійний діяч, секретар Київського обласного комітету КП(б)У.

## Біографія
Трудову діяльність розпочав з чотирнадцятирічного віку. У 1922 році вступив до комсомолу.
Член ВКП(б) з 1928 року. Освіта вища.
На 1944—1945 роки — завідувач організаційно-інструкторського відділу Київського міського комітету КП(б)У.
На 1947 — листопад 1948 року — завідувач організаційно-інструкторського відділу Київського обласного комітету КП(б)У. У грудні 1948 — лютому 1951 року — завідувач відділу партійних, профспілкових і комсомольських органів Київського обласного комітету КП(б)У.
У лютому 1951 — липні 1952 року — секретар Київського обласного комітету КП(б)У. Знятий з посади за «недостойну і непартійну поведінку, а також через незаконне придбання з Київської обласної торгової текстильної бази «Легзбуту» промислових товарів».
Подальша доля невідома.

## Нагороди
- орден «Знак Пошани» (23.01.1948)
- медалі